# Fernand Armenante
Pour les articles homonymes, voir Armenante.
Fernand Armenante, né le 4 février 1953 à Marseille et mort le 23 juillet 2010 dans la même ville, est un footballeur français.

## Biographie
Formé à  Marseille, il évolue dans le club phocéen lors de la saison 1973-1974 où il joue cinq matchs.
L'année suivante, Fernand Armenante est transféré à l'AS Béziers pour un an, avant de rejoindre le FC Martigues où il termine sa carrière en 1981.
Ami d'enfance d'Albert Emon, Fernand Armenante meurt le 23 juillet 2010 d'une maladie à l'âge de 57 ans. La cérémonie religieuse a lieu à l'église de Saint-Cassien dans le 7e arrondissement de Marseille le 27 juillet 2010. Il est ensuite inhumé au cimetière Saint-Pierre.